# Истихед
Истихед — озеро в Провиденском районе Чукотского автономного округа России.
Находится близ побережья Берингова моря, у восточных склонов горы Эстихет (с англ. West head — «западная голова»), расположенной у правого входа в бухту Провидения. С юга отделена от моря узкой галечной косой. Озеро вытянуто в меридиональном направлении. С северной стороны вплотную к водоёму примыкает авиаполоса посёлка Провидения. В Истихед реки не впадают и не вытекают.
В водах озера обитает редкий, узкоареальный эндем — чукотский голец (Salvelinus andriashevi), нигде более не встречающийся, а также девятииглая колюшка. Других видов рыб здесь не водится.
На берегу озера зимуют гаги, морянки, тонкоклювые кайры и беринговы бакланы.
Вода озера забирается для технических нужд Провиденской ТЭЦ.